# Jude Reyes
Michael Jude Reyes, född i september 1955, är en amerikansk företagsledare som är medgrundare, majoritetsägare och medordförande för det multinationella partihandelföretaget Reyes Holdings, LLC. Den amerikanska ekonomitidskriften Forbes rankar Reyes till att vara den 146:e rikaste amerikanen och världens 427:e rikaste med en förmögenhet på $4,1 miljarder för den 24 juli 2017.
Han avlade en kandidatexamen vid Wolford College.